# يوديد التيتانيوم الثلاثي
يوديد التيتانيوم الثلاثي (أو ثلاثي يوديد التيتانيوم) مركب كيميائي، له الصيغة TiI3، ويوجد على شكل بلورات بنفسجية مسودة.

## التحضير
يحضر هذا المركب من التفاعل المباشر بين عنصري التيتانيوم واليود:
{\displaystyle \mathrm {2\ Ti+3\ I_{2}\longrightarrow 2\ TiI_{3}} }
كما يمكن أن يحضر من اختزال يوديد التيتانيوم الرباعي باستخدام فلز الألومنيوم.

## الخواص
يوجد المركب في الشروط القياسية على هيئة صلب بلوري ذي لون بنفسجي مسود؛ وله بنية بوليميرية تتشارك فيها ذرات التيتانيوم ثمانيات الوجوه؛ وهي شبيهة ببنية مركب بروميد الموليبدنوم الثلاثي.